# Bill Williams River
Der Bill Williams River ist ein Zufluss des Colorado River im westlichen Arizona mit einer Länge von ungefähr 64 Kilometern. Er entwässert ein zerklüftetes abgelegenes Gebiet des Sonoran Desert Plateaus nordwestlich von Phoenix und bildet in der ausgetrockneten Gegend eine Flussoase. 
Er entsteht durch den Zusammenlauf des Big Sandy River und des Santa Maria River nordwestlich von Wickenburg, fließt dann westwärts am Nordrand der Buckskin Mountains entlang und mündet knapp oberhalb des Parker-Staudamms in den Lake Havasu. Auf diesem Weg fließt er durch den aufgestauten Alamo Lake.
Lange Zeit war das Flusstal durch extensive Pappel- und  Weidenbaumbestände gekennzeichnet, die John C. Frémont, der Entdecker der Gegend, im 19. Jh. beschrieb. Der Bau des Alamo-Staudamms im Jahre 1968 machte den natürlichen Flutperioden ein Ende, wodurch die alten Ökosysteme ihre Grundlage verloren. Lediglich ein kleinerer Bestand an Pappeln hat sich im Bill Williams National Wildlife Refuge erhalten. 
Am Fluss haben früher Indianer der Mojave- und Chemehuevi-Stämme gesiedelt, die aus den Weiden kunstvoll gefertigte Körbe herstellten. Die Indianer wurden im 19. Jh. in Reservate weiter östlich und nördlich umgesiedelt. Der Fluss ist nach Old Bill Williams benannt, der die Gegend um 1800 durchwanderte.  